# Glenn McGrath
Glenn Donald McGrath (ur. 9 lutego 1970 w Dubbo) – australijski krykiecista, reprezentant kraju.  Najbardziej skuteczny medium/fast bowler w krykiecie, rekordzista pod względem wicketów zdobytych przez szybkich rzucających w meczach testowych, jest także rekordzistą pod względem wicketów zdobytych w czasie mistrzostw świata.
Uważany za jednego z najgorszych batsmanów w historii krykieta, przez znaczną część jego kariery miał on na koncie więcej wicketów niż runów.
McGrath nie należy do najszybszych z fast bowlerów ale jego rzuty są niezwykle dokładne, jedno z jego popularnych przezwisk to Metronome (metronom) co ma opisywać dokładność jego bowlingu.
Jego żona, Jane, zmarła na raka w 2008. Jeszcze za jej życia był aktywny w szeregu instytucji charytatywnych zbierających fundusze na walkę z nowotworami.  Ma dwoje dzieci.